# 79. podelitev oskarjev
79. podelitev oskarjev je potekala v nedeljo, 25. februarja 2007 v Los Angelesu. 

## Dobitniki nagrad
Tu so navedeni le dobitniki glavnih nagrad. Za vse glej Seznam nominirancev in zmagovalcev na 79. podelitvi Oskarjev.

### Filmi
| Katgorija                   | Zmagovalec         | Producenti/Država |
| --------------------------- | ------------------ | ----------------- |
| Najboljši film              | Dvojna igra        | Graham King       |
| Najboljši tujejezični film  | Življenje drugih   | Nemčija           |
| Najboljši dokumentarni film | Neprijetna resnica | Davis Guggenheim  |
| Najboljši animirani film    | Vesele nogice      | George Miller     |

### Igralci
| Kategorija                      | Zmagovalec      | Film                 |
| ------------------------------- | --------------- | -------------------- |
| Najboljša moška glavna vloga    | Forest Whitaker | Zadnji škotski kralj |
| Najboljša ženska glavna vloga   | Helen Mirren    | Kraljica             |
| Najboljša moška stranska vloga  | Alan Arkin      | Naša mala mis        |
| Najboljša ženska stranska vloga | Jennifer Hudson | Sanjske punce        |

### Scenariji
| Kategorija                   | Zmagovalec      | Film          |
| ---------------------------- | --------------- | ------------- |
| Najboljši izvirni scenarij   | Michael Arndt   | Naša mala mis |
| Najboljši prirejeni scenarij | William Monahan | Dvojna igra   |

### Režija
| Kategorija | Zmagovalec      | Film        |
| ---------- | --------------- | ----------- |
| Režija     | Martin Scorsese | Dvojna igra |

### Posebne nagrade
| Kategorija                | Zmagovalec      |
| ------------------------- | --------------- |
| Oskar za življenjsko delo | Ennio Morricone |
| Nagrada Jean Hersholt     | Sherry Lansing  |

## Filmi z več Oskarji
Štiri
- Dvojna igra

Tri
- Panov labirint

Dva
- Neprijetna resnica
- Sanjske punce
- Naša mala mis